# Протейнови
Протейнови (Proteaceae) са семейство цъфтящи растения, разпространени предимно в южното полукълбо. Семейството се състои от 80 рода с около 1660 известни вида. Заедно с Чинарови и Лотосови съставляват разред Чинароцветни. Добре известните родове включват Protea, Banksia, Embothrium, Grevillea, Hakea и Macadamia. Видове като варата от Нов Южен Уелс (Telopea speciosissima), кралската протея (Protea cynaroides) и различни видове banksia, soman и leucadendron са популярни рязани цветя. Ядките на Macadamia integrifolia се отглеждат широко за търговски цели и се консумират от хората, както и тези на Gevuina avellana, макар и в по-малък мащаб. Разнообразието от видове е най-концентрирано в Австралия и Южна Африка.

## Етимология
Името Proteaceae е адаптирано от Робърт Браун от името Proteae, дадено на семейството през 1789 г. от Антоан Лоран дьо Жусийо, въз основа на рода Protea, който пък от своя страна му дава Карл Линей през 1767 г., вдъхновен от името на гръцкия бог Протей, божество, което може да приема различни форми. Вдъхновение за това име идва от удивителното разнообразие от цветя и листа в семейство Протейнови. 

## Описание
Родовете в Протейнови са много разнообразни, като Banksia по-конкретно е забележителен пример за адаптивна радиация в растенията. Тази променливост прави невъзможно предоставянето на прост диагностичен идентификационен ключ за семейството, въпреки че отделните родове могат лесно да бъдат идентифицирани.
- Proteaceae варират от полегнали храсти до високи горски дървета с височина 40 м и обикновено са със средна височина или ниски или многогодишни храсти, с изключение на някои видове Stirlingia, които са билки. Някои видове са факултативно широколистни (Embothrium coccineum), рядко безцветни, стенната част на яката често е удебелена (lignotuber). Индументум от триклетъчни власинки, понякога жлезисти, рядко липсващи, апикалната клетка обикновено е удължена, остра, понякога еднакво или неравно раздвоена.
- Листата рядко ароматни, обикновено редуващи се и в спирала, рядко срещуположни или вертикулати; корести, рядко месести или шиповидни, прости или сложни (непарноперести, непарноперести или рядко длановидни или на пръсти с перести сегменти), цял ръб до (3-)перести разрези (придаващи вид на папрат); рядко разделени дихотомно, често раздалечено назъбени, назъбени или назъбени, седнали или с дръжки; дръжката често е с подута основа, но рядко обвита (понякога при Synaphea), без прилистници ; перести, понякога длановидни или с успоредно жилкуване, брохидодромни или редуцирани до единична изпъкнала лопатка, обикновено двойни жилки; анизофилията често се появява през различните периоди на растеж; листна петура дорсивентрална, равностранна или центрирана; мезофилна тъкан обикновено със склеренхиматозни идиобласти, редки секреторни кухини. Брахи-парацитни устица (латероцитни при Bellendena).

Растителни стъбла с два вида радиуси, широки и многоназъбени или тесни и едноназъбени, флоемът стратифициран или не, трилакунарни възли с три следи от листа (рядко унилакунарни с една следа), склереиди чести; кора с лещовидни зърна често хоризонтално уголемени, присъства корков камбий, обикновено повърхностен. Корените странични и къси, често групирани в снопове (протеоидни корени) с много гъсти коренови власинки, рядко с микориза.
- Растенията обикновено са хермафродитни, по-рядко еднодомни, двудомни или андромонодомни.
- Съцветията са много променливи, прости или сложни, аксиларни или крайни, страничните цветя са единични или по двойки, рядко с крайно цвете, гроздовидни, паникулирани или кондензирани, обикновено с прицветници, понякога превърнати в листа или плосковидни, образуващи вид конус или с ярки цветове, образуващи обвивка или псевдонтиум, дръжките и дръжките понякога са свити, уплътнени с рахиса, в някои случаи претоварените съцветия образуват супер съцветия (някои Alloxylon); много рядко цветовете са единични и аксиларни близо до края на клоните; при видовете с лигнотубери цветята понякога растат от тях и преминават през почвата (геофити).
- Цветовете обикновено са перфектни, актиноморфни или зигоморфни, хипогинични, често големи и ефектни. Тичинки, всички фертилни или някои превърнати в стаминодии, обикновено нишковидни, като нишките са частично или напълно слети с околоцветника, рядко свободни, фиксирани при основата. Хипогинозни жлези (0-)1-4, плосковидни или удължени, месести, свободни или слети, образуващи лунен или пръстеновиден нектарий над приемника. Горен гинецей от 1(-2) апокарпни плодника, приседнал или плъстен (с повече или по-малко удължен гинофор), понякога не напълно затворен, обикновено развит стил, близалце малко или във формата на краен или подтерминален диск или дори странично и наклонени, често вдлъбнати, папилозни, влажни или сухи, яйцеклетки 1-100 или повече на плодник.
- Плодът е дехисцентен или недехисцентен, в ахени или ядро, фоликул, костилка (с вдървесенен ендокарп) или фалшива костилка (с вдървесенен вътрешен мезокарп), понякога подобен на кариопсис, тъй като е слят със стената на яйчника и семенника, често лигнифициран и серотинозен; плодовете от едно и също съцветие понякога се сливат, образувайки синкарп.
- Семената варират от едно-единствено до много, понякога крилати, плоски до заоблени, с липсващ ендосперм, присъстващ в Bellendina, с необичаен слой, съдържащ кристали от калциев оксалат, който рядко липсва, добре диференциран ембрион, прав, двусемеделен, но често с 3 или повече (до 9) големи котиледони, често ушни.
- Полен има в монадите, триъгълен в полярен изглед, обикновено изополярен и трипорен (двупорен в Embothrium и триб Banksieae), колпоиден в Beauprea, сферичен в Aulax и Franklandia или силно анизополярен в някои видове Persoonia; отворите на първите тетради следват закона на Гарсайд.
- Хромозомен брой: n = 5, 7, 10–14, 26, 28; размерите варират от много малки (средно 1,0 μm) до много големи (средно 14,4 μm) според вида; х = 7, 12.

## Цветя
Най-общо казано, диагностичният признак на Proteaceae е сложната цветна глава или по-точно съцветие. При много родове най-очевидната характеристика са големите и често много ефектни съцветия, състоящи се от много малки цветчета, плътно събрани в компактна глава или клас. Дори тази характеристика обаче не се среща във всички Proteaceae; Видовете Adenanthos например имат единични цветя. При повечето видове Proteaceae механизмът на опрашване е силно специализиран.
Цветните части на Протейнови се състоят от четири чашелистчета, но те са слети в дълга, тясна тръба със затворена чашка на върха, а нишките на четирите тичинки са слети с чашелистчетата по такъв начин, че прашниците са затворени вътре чашата. Първоначално плодникът минава по вътрешната страна на околоцветната тръба, така че близалцето също е затворено в чашката. С развитието на цветето плодникът расте бързо. Тъй като близалцето е в капан, стъбълцето му трябва да се огъне, за да се удължи, и в крайна сметка се огъва толкова много, че разцепва околоцветника по един шев. Стъбълцето продължава да расте до цъфтежа, когато нектарниците започват да произвеждат нектар. По това време околоцветникът се разделя на съставните си листчета, чашката се разделя и плодникът се освобождава, за да пружинира повече или по-малко изправен.

## Екология
Много от Протейнови имат специализирани протеоидни корени, масиви от странични корени и власинки, образуващи радиална абсорбираща повърхност, произведени в слоя листни отпадъци по време на сезонния растеж и обикновено се свиват в края на сезона на растеж. Те са адаптация към растеж в бедни почви с дефицит на фосфор, като значително увеличават достъпа на растенията до оскъдна вода и хранителни вещества чрез отделяне на карбоксилати, които мобилизират недостъпния преди това фосфор. Те също така увеличават абсорбционната повърхност на корена, тъй като се увеличава конкуренцията за хранителни вещества срещу собствените си коренови групи. Тази адаптация обаче ги прави силно уязвими към отмиране, причинено от водната плесен Phytophthora cinnamomi, и като цяло непоносими към торене. Благодарение на тези специализирани протеоидни корени, Протейнови са едно от малкото семейства цъфтящи растения, които не образуват симбиоза с арбускуларни микоризни гъби. Те отделят големи количества органични киселини (лимонена киселина и ябълчена киселина) на всеки 2-3 дни, за да подпомогнат мобилизирането и усвояването на фосфатите. Много видове са адаптирани към огън (пирофити), тоест имат стратегии за оцеляване при пожари, които обхващат местообитанието им. Някои са повторно покълващи и имат дебела подложка, заровена в земята, от която покълват нови стъбла след пожар, а други са повторно засяващи, което означава, че възрастните растения са убити от огъня, но разпръскват семената си, които са стимулирани от дима да покълнат и растат. Преди се е смятало, че топлината стимулира растежа, но сега е доказано, че химикалите в дима го причиняват.
Има четири двудомни рода (Aulax, Dilobeia, Heliciopsis и Leucadendron), 11 андромонодомни рода и някои други родове имат видове, които са криптично андромонодомни; два вида са стерилни и се размножават само вегетативно (Lomatia tasmanica, Hakea pulvinifera). Цветовете обикновено са предни. Точно преди цъфтежа, прашниците освобождават прашеца си, отлагайки го върху близалцето, което в много случаи има разширена месеста област, специално за отлагането на собствен прашец. Хранещите се с нектар животински видове е малко вероятно да влязат в контакт със самите прашници, но трудно могат да избегнат контакта с близалцето; по този начин стигмата функционира като представител на цветен прашец, като гарантира, че хранещите се с нектар действат като опрашители. Недостатъкът на тази стратегия за опрашване е, че вероятността от самооплождане е значително увеличена; много Протейнови се противопоставят на това със стратегии като протандрия, самонесъвместимост или преференциален аборт на самоплодни семена.
Опрашването се извършва от пчели, бръмбари, мухи, молци, птици (медоядови, нектарникови, Promerops и колиброви) и бозайници (гризачи, дребни торбести животни, слонски земеровки и прилепи). Разпръскването на някои видове показва любопитния феномен на серотиния, който е свързан с тяхното пирофитно поведение: тези дървета натрупват плодове по клоните си, чиито външни слоеве или защитни структури (прицветници) са силно вдървени и устойчиви на огън. Плодовете пускат семената си, само когато изгорят и когато земята е наторена с пепел от огъня и е свободна от конкуренти. Много видове имат семена с елайозоми, които се разпръскват от мравки; семената с крила или магарешки бодил проявяват анемохория, докато костилковите плодове и други месести плодове проявяват ендозоохория, тъй като бозайниците и птиците ги поглъщат. Известно е, че някои африкански и австралийски гризачи натрупват плодове и семена от тези растения в гнездата си, за да се хранят с тях, въпреки че някои успяват да покълнат.

## Разпределение
Протейнови са основно семейство от Южното полукълбо, с основните центрове на разнообразие в Австралия и Южна Африка. Срещат се също в Централна Африка, Южна и Централна Америка, Индия, Източна и Югоизточна Азия и Океания. Само два вида са известни от Нова Зеландия, въпреки че поленови вкаменелости предполагат, че преди това е имало повече.
Това е добър пример за семейство от Гондвана, като таксоните се срещат на почти всяка земна маса, считана за остатък от древния суперконтинент Гондвана, с изключение на Антарктида. Смята се, че семейството и подсемействата са се диверсифицирали много преди фрагментирането на Гондвана, което означава, че всички те са на възраст доста над 90 милиони години. Доказателство за това включва изобилие от протеинов прашец, открит в находищата на въглища от креда на Южния остров на Нова Зеландия. Смята се, че е постигнал сегашното си разпространение до голяма степен чрез континентален дрейф, а не чрез разпръскване в океански пролуки.

## Фитохимия
Не са провеждани убедителни изследвания върху химическите вещества, присъстващи в това широко семейство. Родовете Protea и Faurea са необичайни, тъй като използват ксилоза като основна захар в техния нектар и тъй като имат високи концентрации на полигалактол, докато захарозата е основната захар, присъстваща в род Grevillea. Често присъстват цианогенни гликозиди, получени от тирозин, както и проантоцианидини (делфинидин и цианидин), флавоноли (кемпферол, кверцетин и мирицетин) и арбутин. Алкалоидите обикновено отсъстват. Иридоиди и елагова киселина също отсъстват. Сапонините и сапогенините могат да присъстват или да липсват в различни видове. Много видове натрупват алуминий.

## Използване и отглеждане
Много традиционни култури са използвали растения от Протейнови като прехрана, лекарство, средство за обработка на животински кожи, източник на багрила, дърва за огрев и дървесина за строителство. Австралийските аборигени ядат плодовете на Persoonia, а семената на видове от други родове, включително Gevuina и Macadamia, са част от диетата на местните народи, но също така се продават по целия свят. Нежните издънки на вида Helicia се използват в Ява, а нектарът от съцветията на редица видове се пие в Австралия. Настойки от корени, кора, листа или цветове на много видове се използват в традиционната медицина като локални приложения при кожни заболявания или вътрешно като тоници, афродизиаци и галактогени за лечение на главоболие, кашлица, дизентерия, диария, лошо храносмилане, стомашни язви и бъбречни заболявания. Дървесината от дърветата от това семейство се използва широко в строителството и за вътрешна употреба като декорация; особено популярна е дървесината от видовете от родове Protea, Leucadendron и Grevillea. Много видове се използват в градинарството, особено видовете от родове Banksia, Embothrium, Grevillea и Telopea. За съжаление тази употреба е довела до въвеждането на екзотични видове, които са станали инвазивни; примерите за такива видове включват върбата хакеа (Hakea salicifolia) и копринената хакеа (Hakea sericea) в Португалия.
Два вида макадамия се отглеждат с търговска цел заради годните за консумация ядки. Gevuina avellana също се култивира заради ядливите си ядки в Чили и Нова Зеландия; ядките се използват и във фармацевтичната индустрия заради техните овлажняващи свойства и като съставка в слънцезащитни продукти. Това е най-студоустойчивият вид от дървесните семейства, които произвеждат ядки. Също така се засажда на Британските острови и на тихоокеанското крайбрежие на Съединените щати заради тропическия му вид и способността му да расте в по-хладен климат.
Много видове Протейнови се култивират от индустрията за разсадници като бариерни растения и заради техните ярки и отличителни цветове и листа. Някои видове са от значение за производството на рязани цветя, особено някои видове Banksia и Protea. Два вида от род Macadamia се отглеждат с търговска цел за ядливи ядки.
Най-ценени като декоративни видове са дърветата, които растат в южните ширини, тъй като придават тропически вид на пейзажите в умерения климат; Lomatia ferruginea и Lomatia hirsuta са въведени в Западна Европа и в западните Съединени щати. Embothrium coccineum е високо ценен на Британските острови заради тъмночервените си цветя и може да се намери чак на север до Фарьорските острови на 62° северна ширина.
Сред банксиите, много от които растат в умерен и средиземноморски климат, по-голямата част са храсти; само няколко са дървета, които са ценени заради височината им. Сред най-високите видове са: Banksia integrifolia с неговия подвид Banksia integrifolia subsp. monticola; сред тези, които могат да се считат за малки дървета или големи храсти: B. grandis, B. prionotes, B. marginata, B. coccinea и B. speciosa; всички те се засаждат в паркове и градини и дори покрай пътищата поради размера си. Останалите около 170 вида от този род са храсти, въпреки че някои от тях са ценени заради цветята си.
Друг вид, който се култивира в някои части на света, въпреки че е по-малък, е Telopea speciosissima от планините на Нов Южен Уелс, Австралия.
Някои видове с умерен климат се култивират по-локално в Австралия заради привлекателния им външен вид: Persoonia pinifolia е ценена заради ярко жълтите си цветя и подобни на грозде плодове. Adenanthos sericeus се засажда заради привлекателните си меки листа и малките си червени или оранжеви цветя. Hicksbeachia pinnatifolia обикновено се засажда заради листата и годните за консумация ядки.

## Паразити
Proteaceae са особено податливи на определени паразити, по-специално на оомицета Phytophthora cinnamomi, който причинява тежко кореново гниене в растенията, които растат в средиземноморски климат. Fusarium oxysporum причинява заболяване, наречено фузариоза в корените, което причинява пожълтяване и увяхване, със сериозни екологични щети на горските растения и икономически загуби на растения от търговски интерес. Други често срещани инфекции се причиняват от видове от родовете Botryosphaeria, Rhizoctonia, Armillaria, Botrytis, Calonectria и други гъби.

## Природозащитен статус
IUCN счита, че 47 вида Протейнови са застрашени, от които един вид, Stenocarpus dumbeensis Guillaumin, 1935, от Нова Каледония, се смята за изчезнал. Видовете от това семейство са особено податливи на унищожаване или фрагментиране на техните местообитания, пожари, паразитни болести, конкуренция от интродуцирани растения, деградация на почвата и други щети, провокирани от хората и техните домашни животни. Видовете също са засегнати от изменението на климата.

## Вкаменелости
Протейнови имат богати фосилни записи, въпреки присъщите трудности при идентифицирането на останки, които не показват диагностични характеристики. Вкаменелости, приписвани на това семейство, са открити в повечето райони, които са формирали суперконтинента Гондвана. Голямо разнообразие от полени, принадлежащи към това семейство, датиращи от горна креда, от югоизточната част на Австралия и полен от средна креда от северна Африка и Перу, са описани като Triorites africaensis. Първите макрофосили се появяват двадесет милиона години по-късно в палеоцена на Южна Америка и североизточната част на Австралия. Вкаменелостите в някои области, като Нова Зеландия и Тасмания, показват по-голямо биоразнообразие за Протейнови от съществуващото в момента, което подкрепя теорията, че разпространението на много таксони се е променило драстично с течение на времето и че семейството е претърпяло обща упадък, включително високи нива на изчезване през кайнозоя.

## Таксономия
За първи път описано от френския ботаник Антоан-Лоран дьо Жусийо, семейството Протейнови е доста голямо, с около 80 рода, но по-малко от 2000 вида. То е признато от почти всички таксономисти. Стабилно установено според класическата таксономия на Линей, семейството е признато и от базираните на кладистиката системи APG и APG II. То е поставено в разреда Чинароцветни (Proteales), чието разположение е променяно в различните класификации.
Класификация на родовете в рамките на Протейнови е направена от Лаури Джонсън и Барбара Бригс в тяхната влиятелна монография от 1975 г. On the Proteaceae: the evolution and classification of a southern family (буквален превод: „За Протейнови: еволюцията и класификацията на едно южно семейство“), докато не е заменена в голяма степен от молекулярните изследвания на Питър Х. Уестън и Найджъл Баркър през 2006 г. Протейнови сега са разделени на пет подсемейства: Bellendenoideae, Persoonioideae, Symphionematoideae, Proteoideae и Grevilleoideae. През 2008 г. Маст и колеги актуализират макадамия и свързаните с него родове в триб Macadamieae. Освен това е установено, че Orites megacarpus не е в рода Orites, нито в триба Roupaleae, а в триба Macadamieae, поради което е дадено новото име на вида Nothorites megacarpus. Пълният списък родове според Уестън и Баркър (2006) с актуализациите на родовете от Маст и др. (2008), е както следва:
Семейство Протейнови (Proteaceae)
- подсемейство Bellendenoideae – род Bellendena
- подсемейство Persoonioideae
  - триб Placospermeae – род Placospermum
  - триб Persoonieae – родове Toronia, Garnieria, Acidonia и Persoonia
- подсемейство Symphionematoideae – родове Agastachys и Symphionema
- подсемейство Proteoideae – родове Eidothea, Beauprea, Beaupreopsis, Dilobeia, Cenarrhenes и Franklandia
  - триб Conospermeae
    - подтриб Stirlingiinae – род Stirlingia
    - подтриб Conosperminae – родове Conospermum и Synaphea

  - триб Petrophileae – родове Petrophile и Aulax
  - триб Proteeae – родове Protea и Faurea
  - триб Leucadendreae
    - подтриб Isopogoninae – род Isopogon
    - подтриб Adenanthinae – род Adenanthos
    - подтриб Leucadendrinae – родове Leucadendron, Serruria, Paranomus, Vexatorella, Sorocephalus, Spatalla, Leucospermum, Mimetes, Diastella и Orothamnus
- подсемейство Grevilleoideae – родове Sphalmium и Carnarvonia
  - триб Roupaleae – родове Megahertzia, Knightia, Eucarpha и Triunia
    - подтриб Roupalinae – родове Roupala, Neorites и Orites
    - подтриб Lambertiinae – родове Lambertia и Xylomelum
    - подтриб Heliciinae – родове Helicia и Hollandaea
    - подтриб Floydiinae – родове Darlingia и Floydia

  - триб Banksieae
    - подтриб Musgraveinae – родове Musgravea и Austromuellera
    - подтриб Banksiinae – род Banksia

  - триб Embothrieae
    - подтриб Lomatiinae – род Lomatia
    - подтриб Embothriinae – родове Embothrium, Oreocallis, Alloxylon и Telopea
    - подтриб Stenocarpinae – родове Stenocarpus и Strangea
    - подтриб Hakeinae – родове Opisthiolepis, Buckinghamia, Hakea, Grevillea и Finschia

  - триб Macadamieae
    - подтриб Macadamiinae – родове Macadamia, Lasjia, Nothorites, Panopsis и Brabejum
    - подтриб Malagasiinae – родове Malagasia и Catalepidia
    - подтриб Virotiinae – родове Virotia, Athertonia и Heliciopsis
    - подтриб Gevuininae – родове Cardwellia, Sleumerodendron, Euplassa, Gevuina, Bleasdalea, Hicksbeachia, Kermadecia и Turrillia

## Цитирана литература
- Weston, P.H. Proteaceae //  Kubitzki, K. (Editor). The Families and Genera of Vascular Plants. IX. Flowering Plants - Eudicots.   Springer-Verlag: Berlín, 2007. ISBN 978-3-540-32214-6.
- Phylogeny of the Proteaceae based on atpB and atpB-rbcL intergenic spacer region sequences //  Australian Systematic Botany 11.   1998. DOI:10.1071/sb98027. с. 301–320.
- Chromosome numbers in the proteaceae //  Australian Journal of Botany 11.   1963. DOI:10.1071/BT9630001. с. 1–20.
- The families of flowering plants: descriptions, illustrations, identification, and information retrieval. Version: 29th July 2006. //   1992. Посетен на 31 January 2007.
- Brown, R. On the Proteaceae of Jussieu Proceedings of the Linnean Society 10:15-216.